# Les Chemins de l'école
Ne doit pas être confondu avec Chemins d’école, chemins de tous les dangers.
Les Chemins de l'école sont une série documentaire française en 3 épisodes de 52 minutes créée par Pascal Plisson. Elle est diffusée du 26 avril au 10 mai 2015 sur France 5. Il s'agit d'une suite du film Sur le chemin de l'école du même auteur. 
Une version inédite de 6 × 26 minutes est diffusée sur la même chaîne du 15 au 20 novembre 2015 à l'occasion de la Journée internationale des droits de l'enfant. 

## Synopsis
Cette série est une suite du film Sur le chemin de l'école qui suivait Jackson, Carlos, Zahira et Samuel. Elle montre d'autres enfants dans le monde, tous à la recherche du savoir et en quête d'avenir meilleur. Ces enfants vivent dans des milieux reculés, et doivent parfois franchir des zones dangereuses pour atteindre leur but.

## Épisodes

### Saison 1
| Épisode | Les enfants                                                                        | Résumé | Date de 1re diffusion |
| ------- | ---------------------------------------------------------------------------------- | --- | --------------------- |
| 1       | Devi, 13 ans Inde Kritika, 11 ans Népal Olivier, 10 ans Mali                       | Devi vit dans un village isolé sur le golfe du Bangale, au sud-est de l'Inde. 5 km, soit une heure de marche à travers les rizières, forêts et fleuves est nécessaire pour atteindre l'école. Dans l'Himalaya, au Népal, Kritika doit franchir des sentiers dangereux, ponts et cascades. Et au Mali, Olivier et ses deux sœurs traversent les pistes boueuses. | 26 avril 2015         |
| 2       | Erbol, 12 ans Kirghizistan Olivier, 14 ans Madagascar Francklyn, 13 ans Madagascar | Au milieu des montagnes, en Kirghizie, Erbol part chaque matin à l'école avec son cheval à travers un désert de glace de moins 40 degrés. Olivier et Francklyn sont deux frères qui vivent à Madagascar. | 3 mai 2015            |
| 3       | Ani, 11 ans Malaisie Cho, 10 ans Vietnam Youssef, 11 ans Cisjordanie               | En Malaisie, Ani est un garçon descendant des Bajau. Il navigue chaque jour avec son cousin pour aller à l'école. Chez les Hmong, au Viêtnam, Cho et sa petite sœur traversent la montagne brumeuse. Et quant à Youssef, en Cisjordanie, c'est avec son âne qu'il rejoint l'école.                                                                              | 10 mai 2015           |

### Saison 2
| Épisode | Enfant(s)                   | Pays         | Date de 1re diffusion | Chaîne   |
| ------- | --------------------------- | ------------ | --------------------- | -------- |
| 1       | Devi                        | Inde         | 15 novembre 2015      | France 5 |
| 2       | Ani                         | Malaisie     | 16 novembre 2015      | France 5 |
| 3       | Olivier et Francklyn        | Madagascar   | 17 novembre 2015      | France 5 |
| 4       | Cho                         | Vietnam      | 18 novembre 2015      | France 5 |
| 5       | Erbol                       | Kirghizistan | 19 novembre 2015      | France 5 |
| 6       | Youssef                     | Cisjordanie  | 20 novembre 2015      | France 5 |
| 7       | Abduwale                    | Chine        | 4 juillet 2016        | France Ô |
| 8       | Chunfu                      | Chine        | 5 juillet 2016        | France Ô |
| 9       | Israel                      | Mexique      | 6 juillet 2016        | France Ô |
| 10      | Jiao Jiao                   | Chine        | 7 juillet 2016        | France Ô |
| 11      | José-Alfredo et Angel       | Mexique      | 8 juillet 2016        | France Ô |
| 12      | Kritika                     | Népal        | 27 août 2016          | France Ô |
| 13      | Luz Maria                   | Mexique      | 3 septembre 2016      | France Ô |
| 14      | Maribel                     | Mexique      | 10 septembre 2016     | France Ô |
| 15      | Niessa et Nicol             | Philippines  | 17 septembre 2016     | France Ô |
| 16      | Obdulia                     | Mexique      | 24 septembre 2016     | France Ô |
| 17      | Olivier, Marie et Véronique | Mali         | 1er octobre 2016      | France Ô |
| 18      | Yu Qiang                    | Chine        | 8 octobre 2016        | France Ô |
| 19      | Stas                        | Sibérie      | 15 octobre 2016       | France Ô |
| 20      | Lu Tiansen                  | Chine        | 22 octobre 2016       | France Ô |

## Fiche technique
- Titre : Les Chemins de l'école
- Auteur et montage : Marie-Claire Javoy, sur une idée originale de Pascal Plisson
- Réalisation : Yann L'Hénoret et Emmanuel Guionet
- Musique : Santiago Walsh (BO film) et Laurent Ferlet (musique générique)
- Narration : Marika Camilleri
- Pays d'origine :  France
- Langue originale : français (narration), sous-titres français (conversations des personnes et des enfants dans leurs langues)
- Durée : 3 x 52 minutes / 20 x 26 minutes
- Production : Barthélémy Fougea et Stéphanie Schorter
- Sociétés de production : Winds et Macha Prod, avec la participation de France Télévisions et de Planète+
- Année de production : 2014

## Autour de la série
C'est grâce notamment au soutien de l'Unesco et aux associations Plan International et Aide et Action que la série a pu se réaliser. Le succès du film a également aidé à réaliser ce projet.
Des mois de recherche ont été nécessaires pour trouver ces enfants et obtenir les autorisations des gouvernements pour tourner.
Un site ludique et éducatif est lancé en avril 2015 par France TV Education. 

## Association
Les chemins de l'école. 
Sur le chemin de l'école est aussi une association fondée par Pascal Plisson, Barthélémy Fougea et Florence Rizzo. L'objectif est d'aider les enfants dans le monde dans leur scolarité, mais aussi leurs familles et leurs communautés. 

### Vidéo
- DVD de la série aux éditions France Télévisions Distribution, 2015
- Coffret 4 DVD de la saison 2 aux éditions France Télévisions Distribution, 2015